# Dakkai templom
A dakkai templom egy görög-római kori ókori egyiptomi templom Alsó-Núbiában, ad-Dakkában (الدكة, ókori egyiptomi nevén Pszelket, görögül Pszelkhisz). A templom Thot tiszteletére épült, és eredetileg egyetlen helyiségből állt. Építését az i. e. 3. században kezdte meg Arkamani meroéi király IV. Ptolemaiosz egyiptomi uralkodóval együtt, aki előkamrát és kaput épített hozzá. Később IX. Ptolemaiosz bővítette pronaosszal, amelyben két sorban feltehetőleg három-három oszlop állt. A császárkorban Augustus és Tiberius tovább bővítették a templomot, hátul második szentélyt építettek hozzá, emellett fallal vették körül, melyhez nagy pülónt emeltetett. A szentélyben gránit naosz állt. A római korban erődtemplomként funkcionált, 270×444 méteres fal vette körül, bejárata a Nílusra nyílt.
A pülónhoz széles dromosz (szobrokkal szegélyezett út) vezet. Magát a pülónt magasrelief díszíti, rajta számtalan, a látogatók által írt graffiti látható, nagyrészt görögül, de démotikus és meroéi írással is. A szentélyben a reliefek a Thotnak áldozott teheneket mutatják. A templom építészetileg hasonlít a Vádi esz-Szebua-i templomhoz, nincs szfinxekkel övezett előudvara; 12 méteres pülónja azonban közel tökéletes állapotban maradt fenn. A pülóntól 55 méteres felvonulóút vezet egy, a Nílusnál lévő kultuszteraszhoz. A kopt időszakban a pronaosz homlokzatát átalakították, hogy keresztény templomként használhassák az épületet; a festmények a 20. században még látszottak.
A templom 1908–1909-ben összeomlott, Alessandro Barsanti építette újjá.

## Áthelyezése
Az 1960-as években, az asszuáni gát építésekor a templomot darabokra bontották és áthelyezték Új Vádi esz-Szebuába. Az áthelyezés során újrahasznosított kőtömbök kerültek elő III. Thotmesz, I. Széthi és Merenptah nevével; ezek egy korábbi, újbirodalmi épületből eredhettek Kubban környékéről. A templom pülónja most külön áll az épület többi részétől, mert a nyitott templomudvart körülvevő fal már nincs meg.
Ugyanide helyezték át a Vádi esz-Szebua-i templomokat és a maharrakai templomot is.

## Reliefek

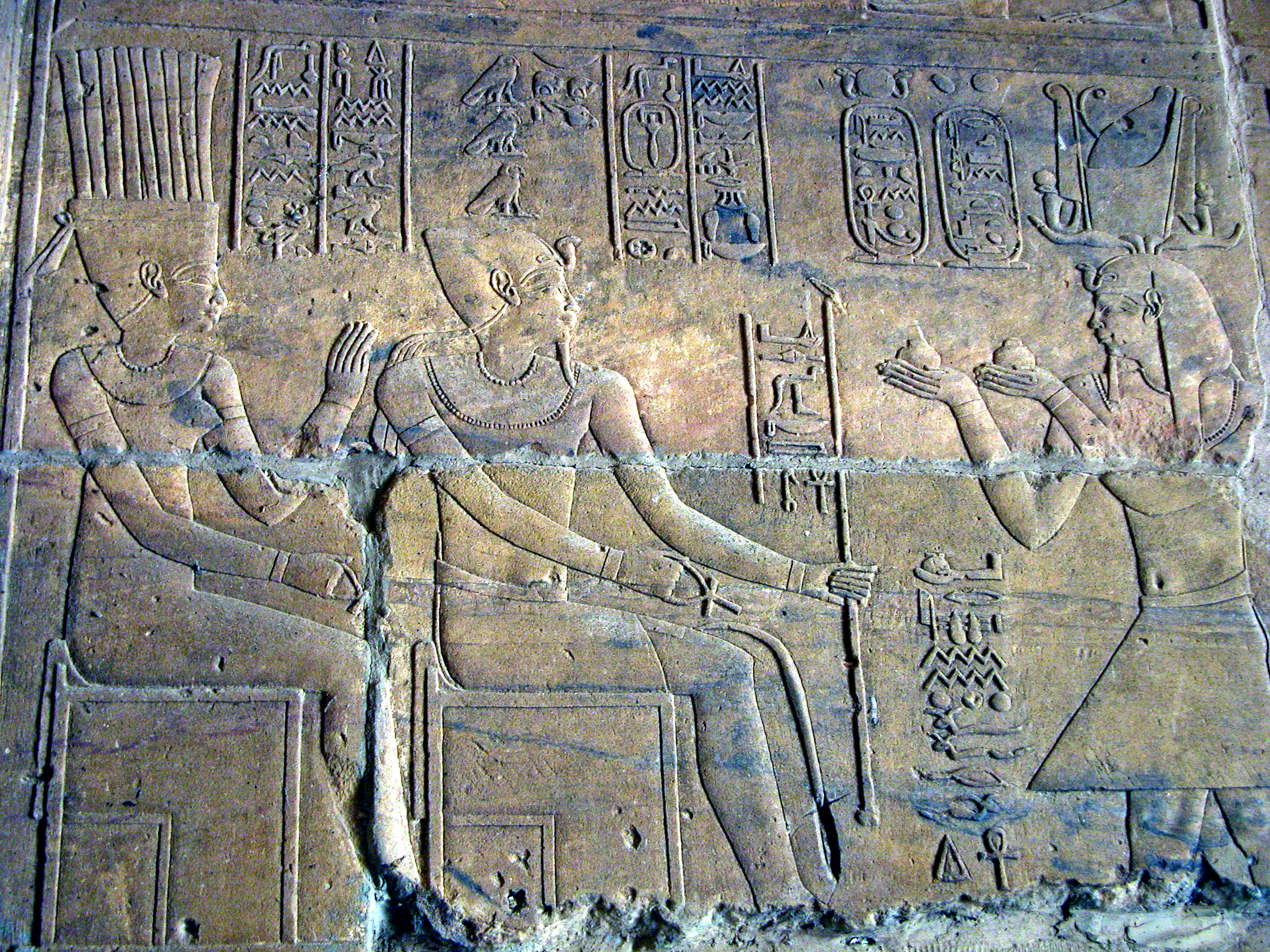
Arkamani kusita király áldozatbemutatás közben
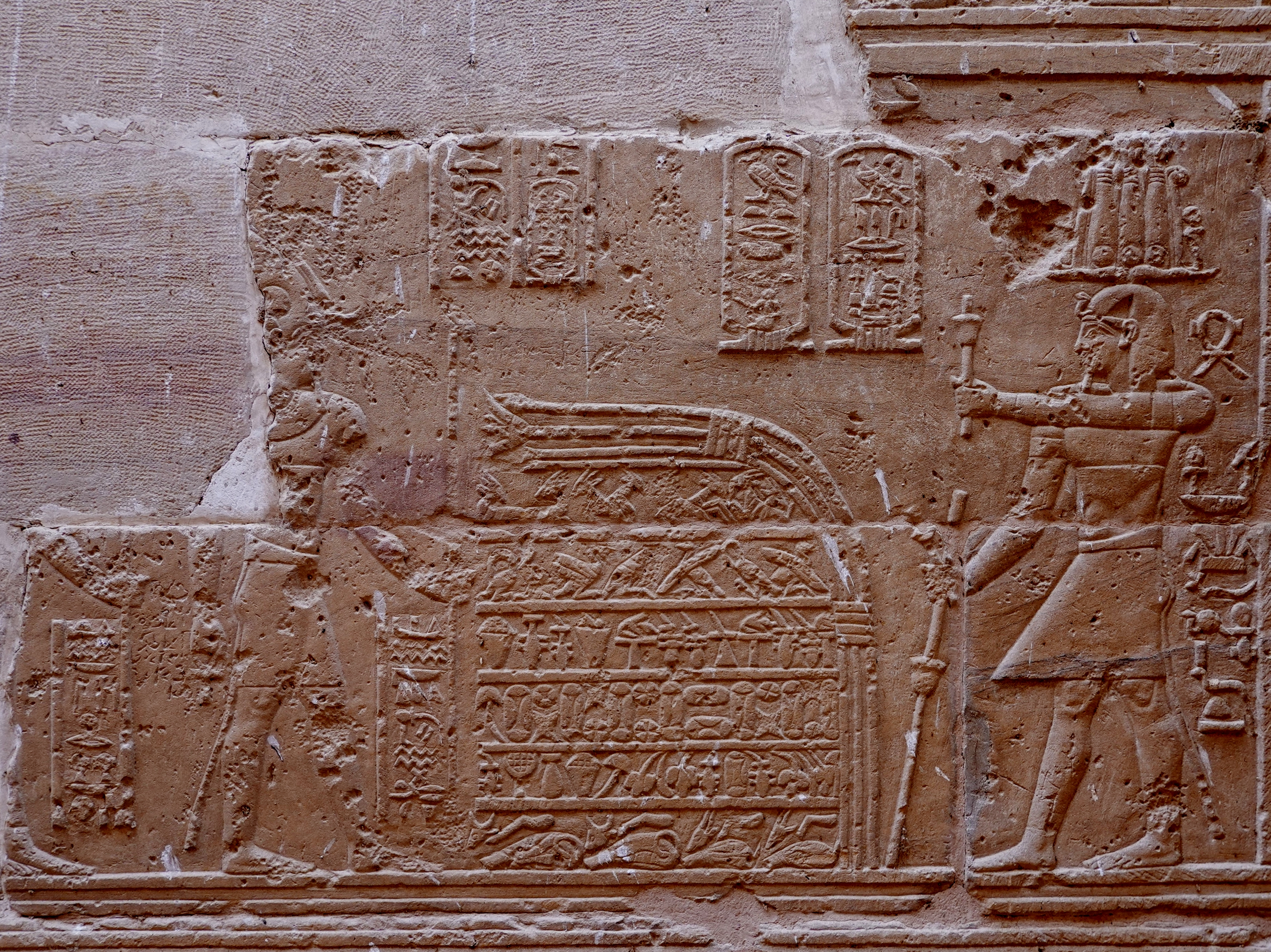
Relief
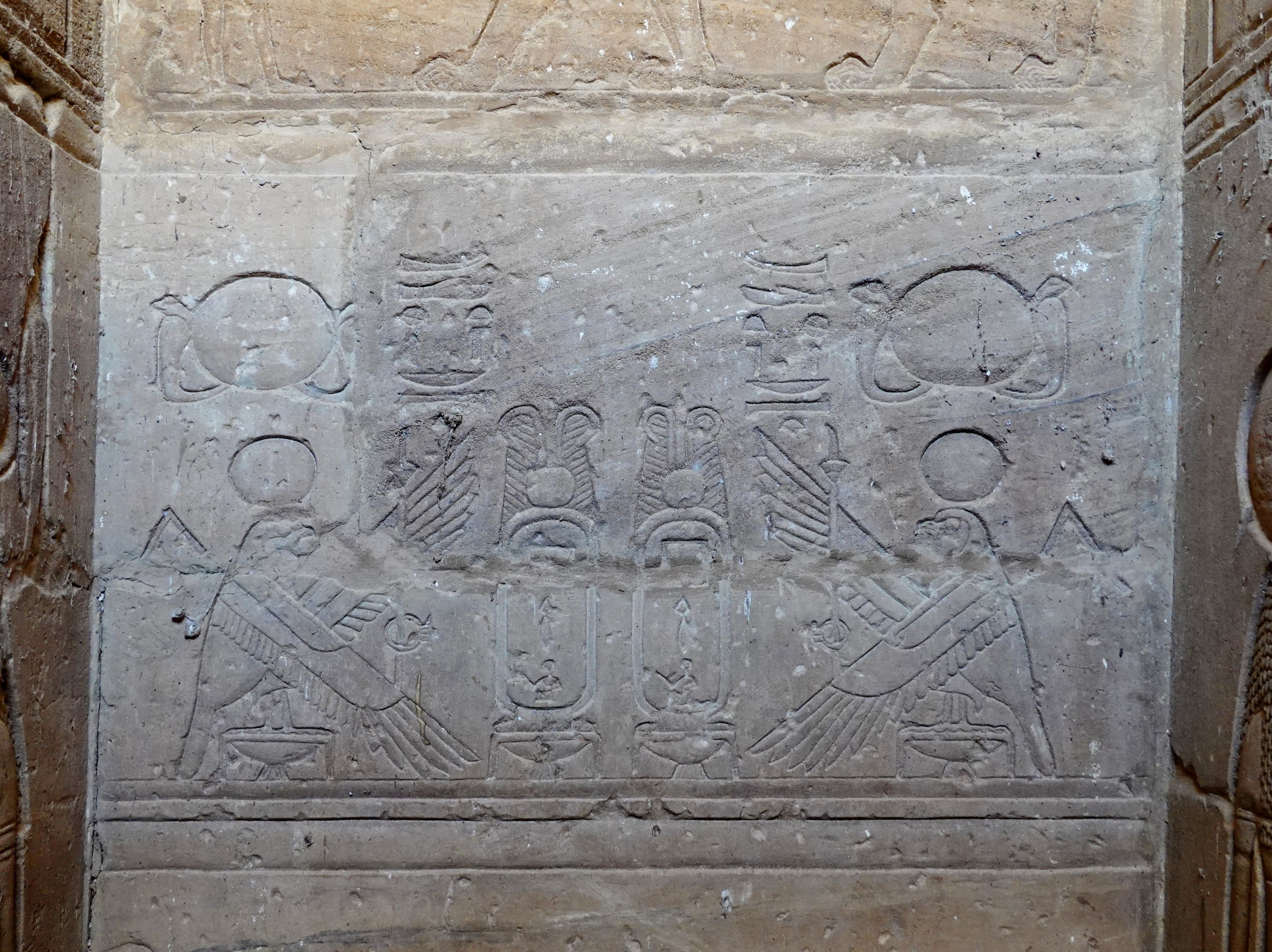
Relief

## Fordítás
- Ez a szócikk részben vagy egészben  a   Temple of Dakka című angol Wikipédia-szócikk ezen változatának fordításán alapul.  Az eredeti cikk szerkesztőit annak laptörténete sorolja fel. Ez a jelzés csupán a megfogalmazás eredetét és a szerzői jogokat jelzi, nem szolgál a cikkben szereplő információk forrásmegjelöléseként.